# Хорольська міська територіальна громада
Хорольська міська громада — територіальна об'єднана громада в Україні, у Лубенському районі Полтавської області. Адміністративний центр громади — місто Хорол Лубенського району Полтавська область.
Площа громади — 1061,5 км², населення — 32 705 мешканців (2020).

## Населені пункти
У складі громади місто Хорол та 92 села::
- Андріївка
- Барилівщина
- Барилове
- Березняки
- Бовбасівка
- Бочки
- Бригадирівка
- Бубереве
- Бурлаки
- Бутівці
- Ванжина Долина
- Варварівка
- Вербине
- Вергуни
- Вишневе
- Вишняки
- В'язівок
- Гирине
- Глибока Долина
- Григорівка
- Грушине
- Дації
- Демина Балка
- Дубове
- Єньки
- Єрківці
- Запорожчине
- Зубенки
- Іванці
- Іващенки
- Клепачі
- Княжа Лука
- Ковалі
- Ковтуни
- Козубівка
- Коломійцеве Озеро
- Костюки
- Кривці
- Кулики
- Кулиничі
- Куторжиха
- Лагодівка
- Лазьки
- Левченки
- Лісянщина
- Лобкова Балка
- Лози
- Мала Попівка
- Мартинівка
- Мелюшки
- Миколаївка
- Мищенки
- Мусіївка
- Настасівка
- Наталівка
- Новачиха
- Новий Байрак
- Новоаврамівка
- Новоіванівка
- Оріхівщина
- Орликівщина
- Остапенки
- Павленки
- Павлівка
- Падусі
- Петракіївка
- Покровська Багачка
- Попівка
- Пристань
- Радьки
- Рибченки
- Роплянське
- Садове
- Середнє
- Софине
- Ставки
- Стайки
- Стара Мусіївка
- Староаврамівка
- Тарасівка
- Третякове
- Трубайці
- Хвощівка
- Хильківка
- Хоменки
- Червоне
- Шарківщина
- Широке
- Шишаки
- Шкилі
- Штомпелівка
- Ялосовецьке